# Mårhøj

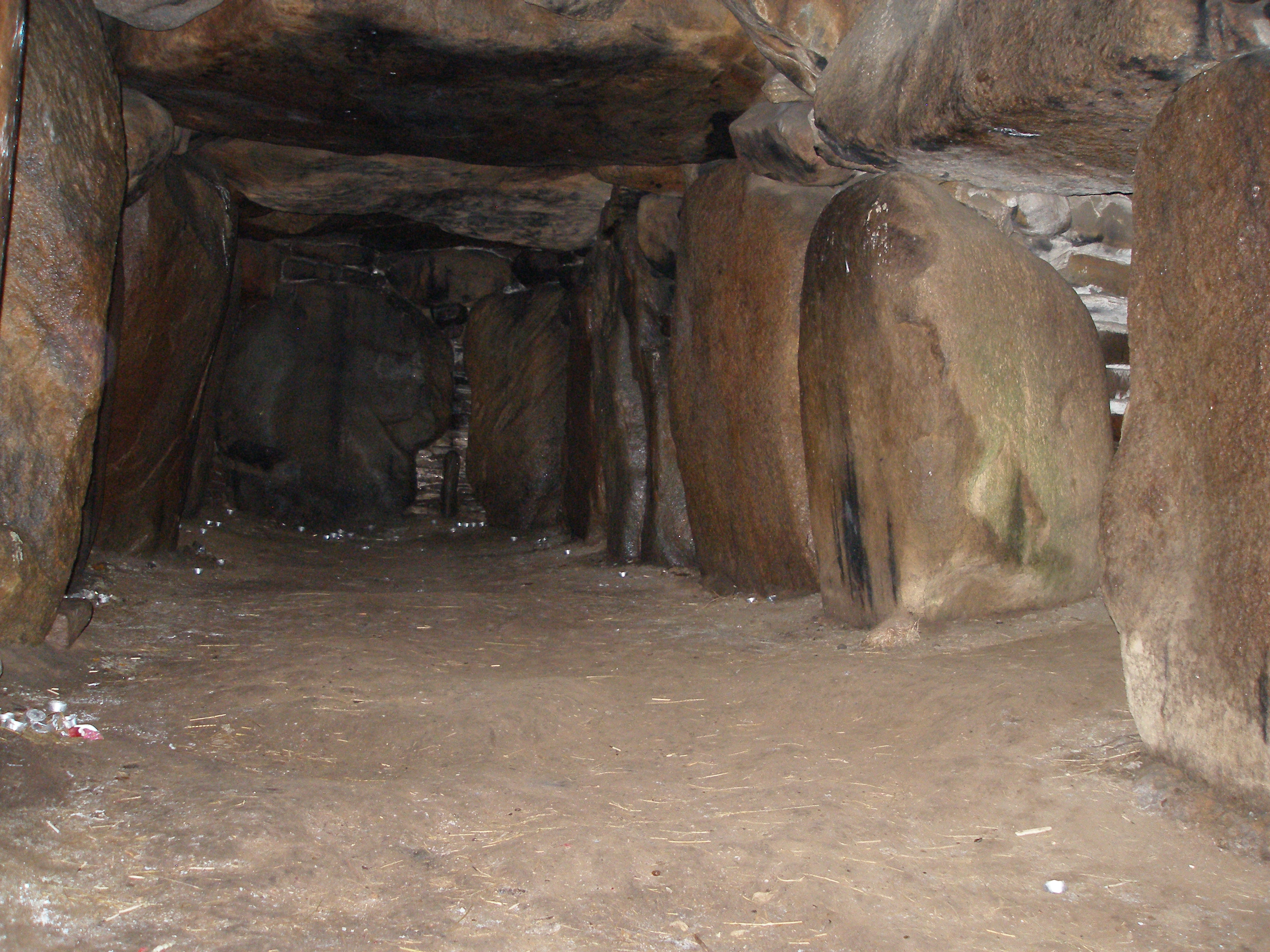
Kammer des Mårhøj mit Gangmündung – rechts

Der Mårhøj (auch Morshøj, Moseshøj, Martofte, Marehøj, Morhøj oder Snavehøjen genannt) ist ein Ganggrab auf der Halbinsel Hindsholm, im Nordosten der dänischen Insel Fünen. Er ist die größte Anlage auf der Insel und zugleich eine der größten im Lande.

## Beschreibung
Das Ganggrab ist eines der besterhaltenen unter den 500 erhaltenen Großsteingräbern dieses Typs in Dänemark. Es stammt aus der Jungsteinzeit etwa 3000 v. Chr. und ist eine Megalithanlage der Trichterbecherkultur (TBK). Das Ganggrab ist eine Bauform jungsteinzeitlicher Megalithanlagen, die aus einer Kammer und einem baulich abgesetzten, lateralen Gang besteht. Diese Form ist primär in Dänemark, Deutschland und Skandinavien, sowie vereinzelt in Frankreich und den Niederlanden zu finden. Neolithische Monumente sind Ausdruck der Kultur und Ideologie neolithischer Gesellschaften. Ihre Entstehung und Funktion gelten als Kennzeichen der sozialen Entwicklung.

Mårhøj
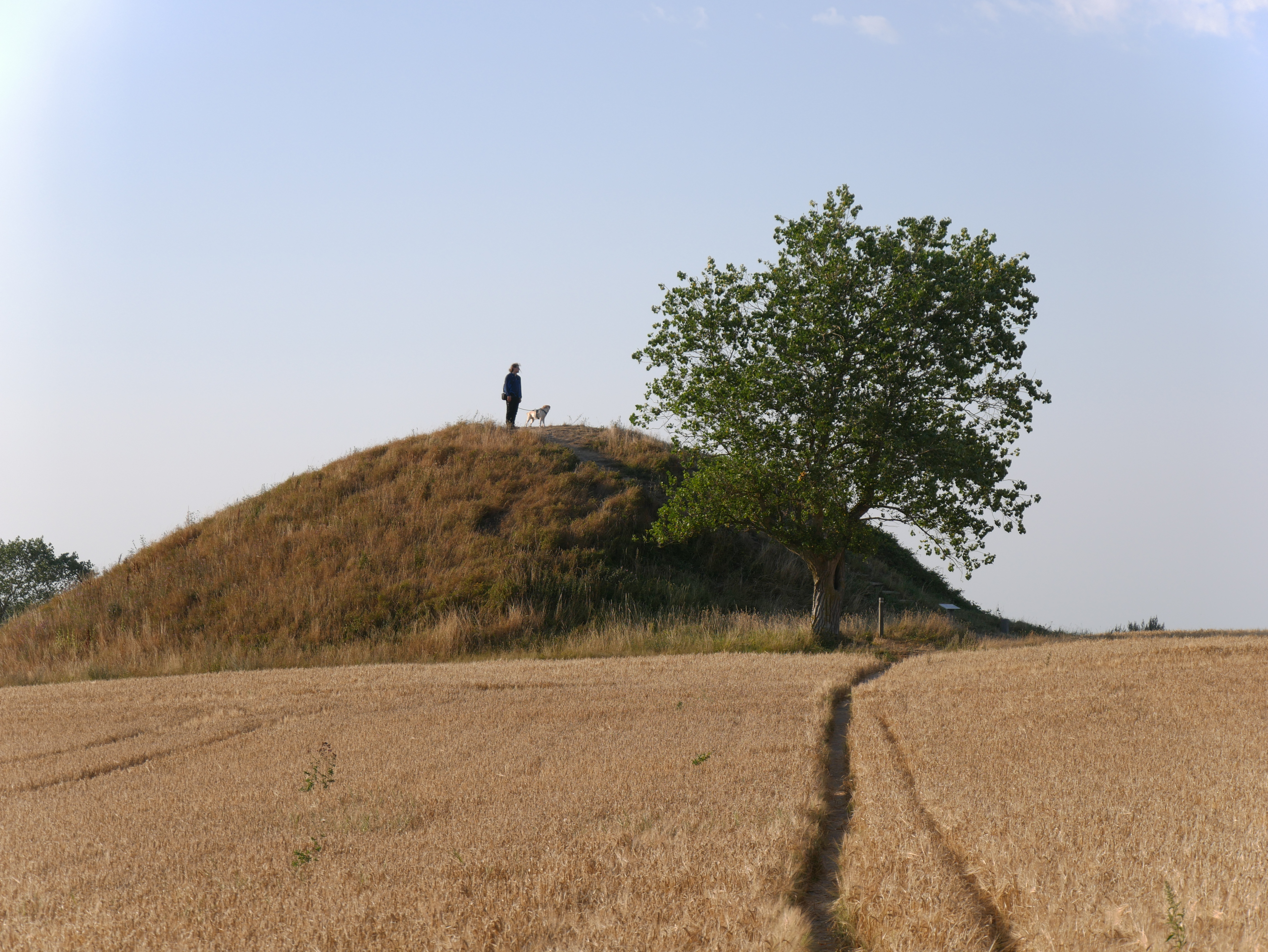
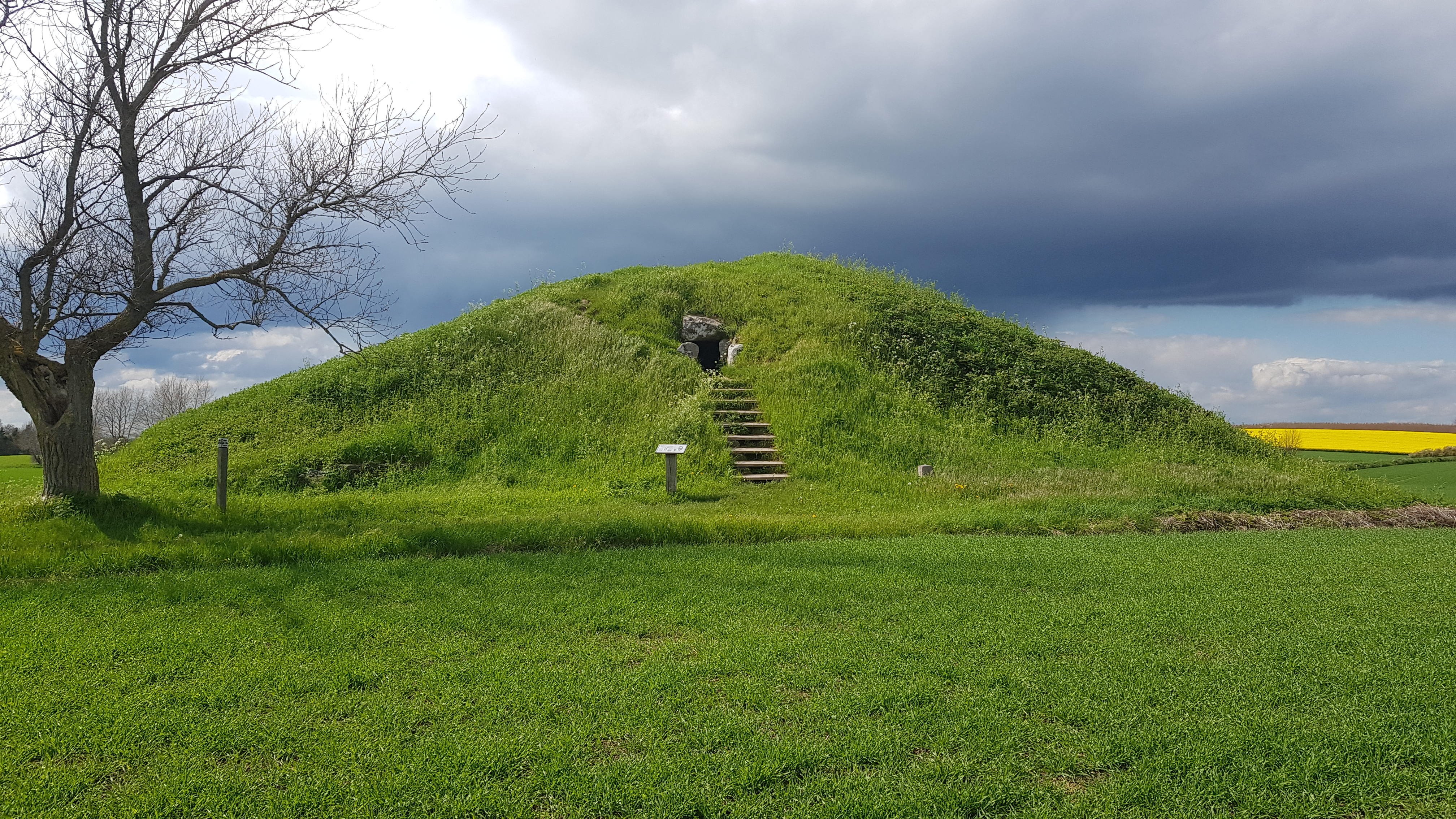
Von Osten
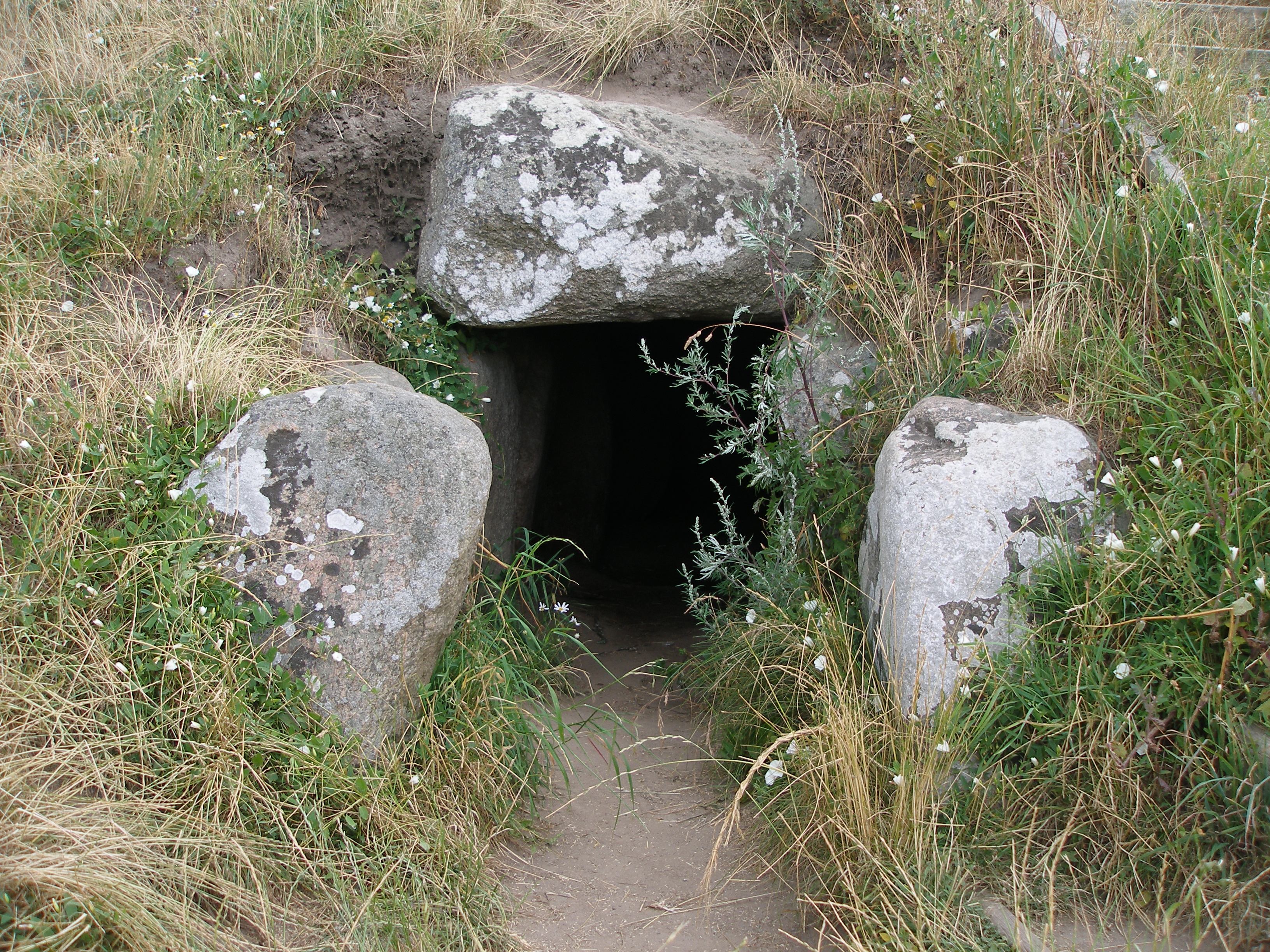
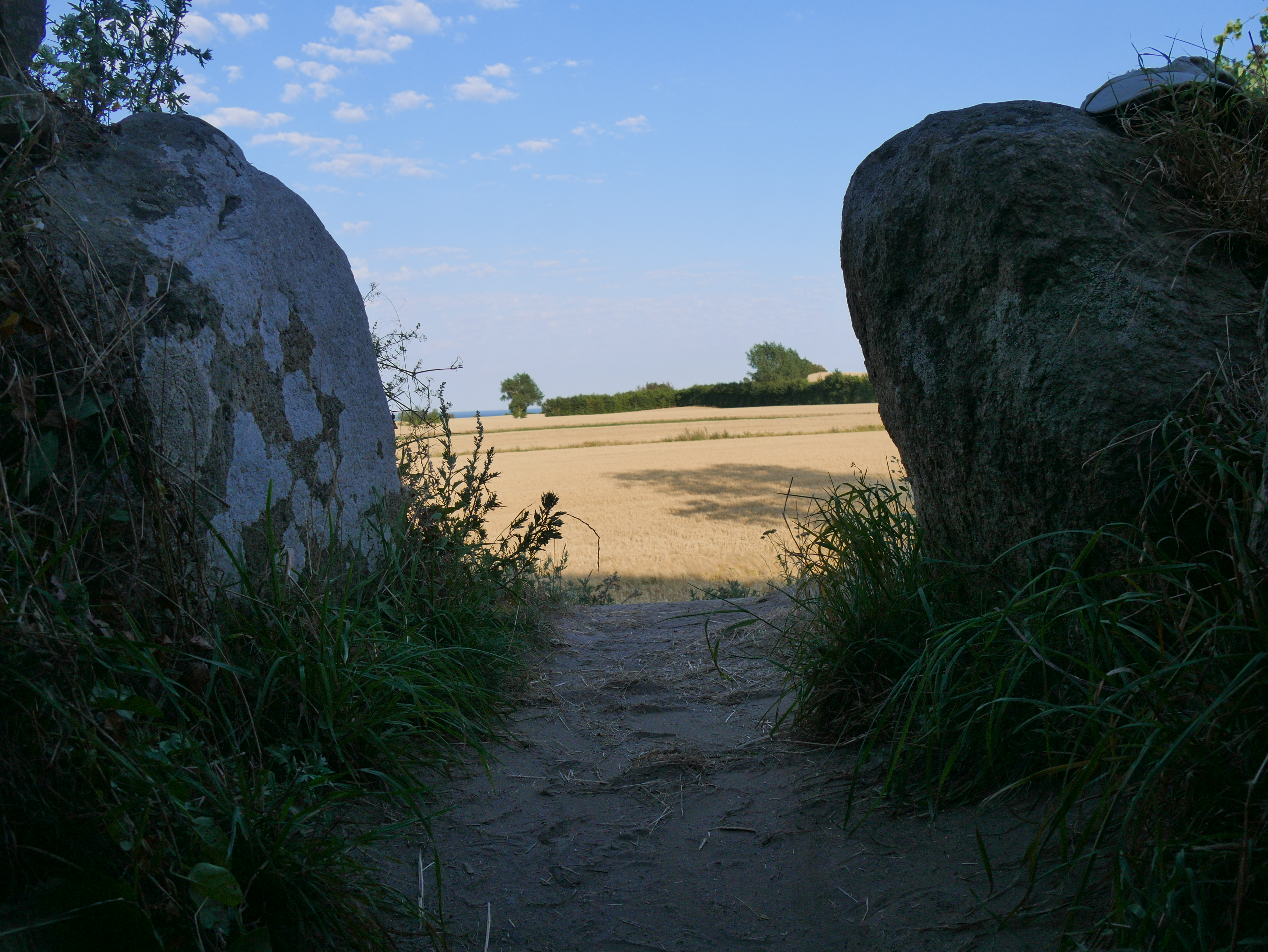
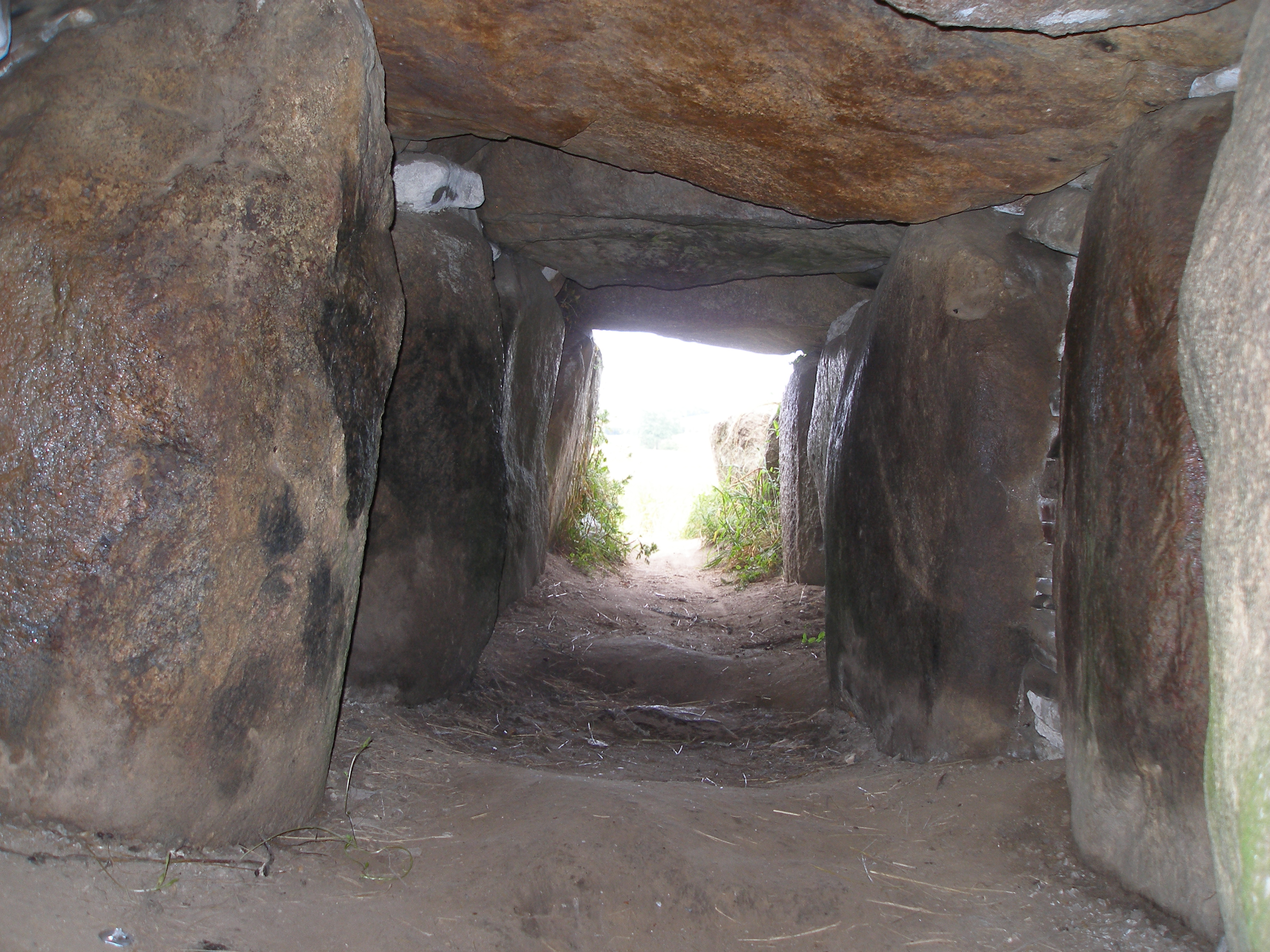
Eingang von innen
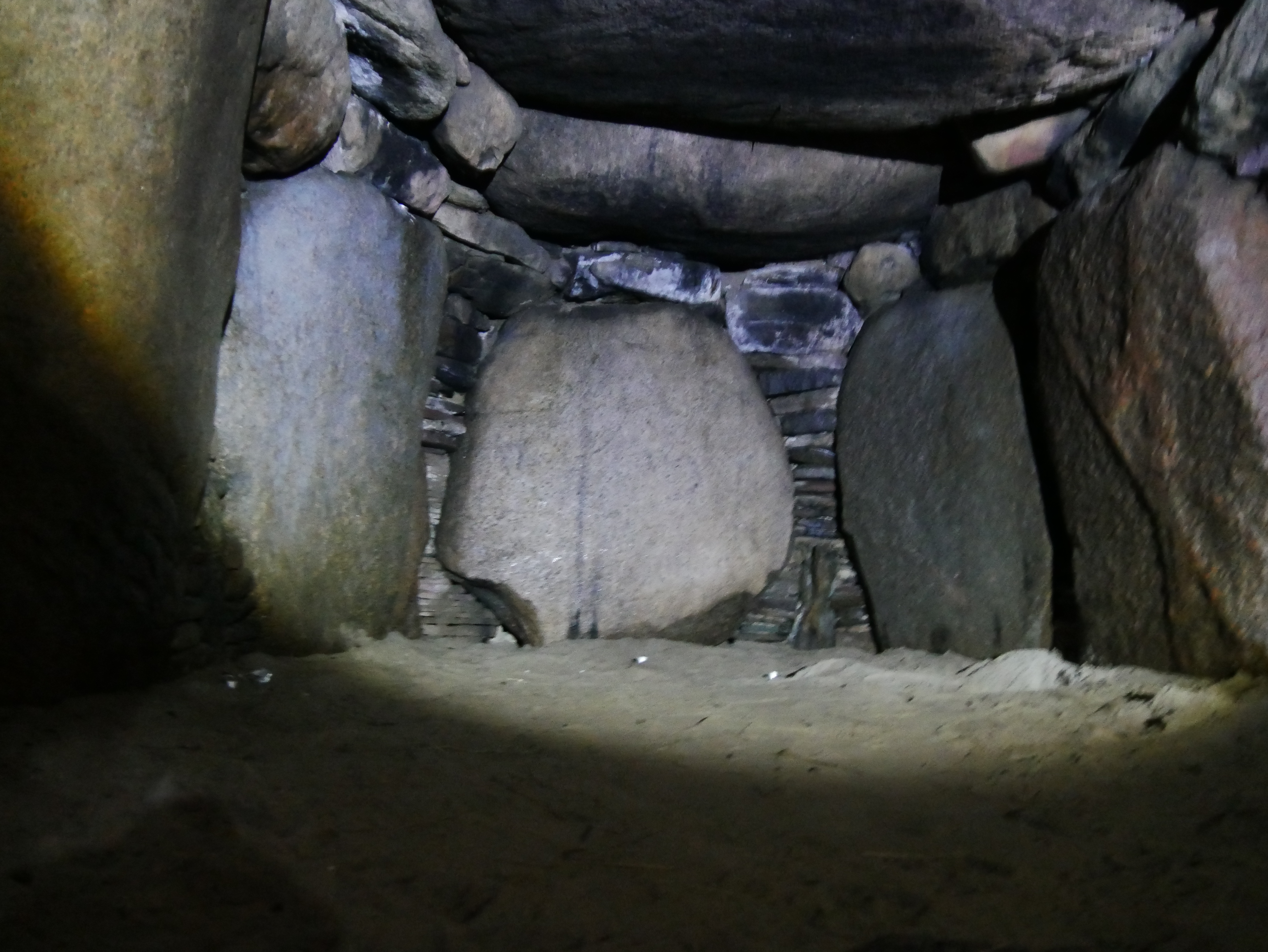
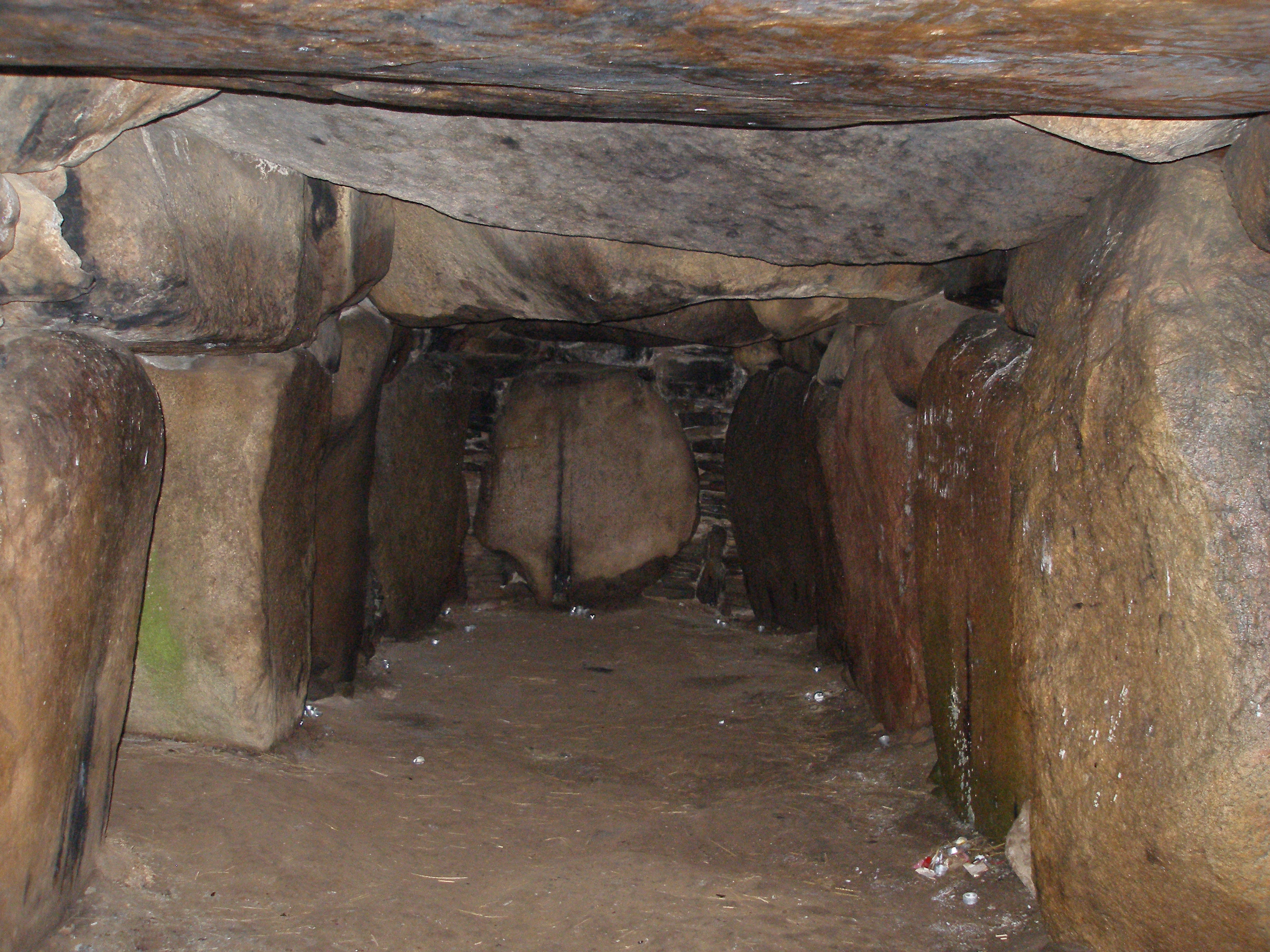
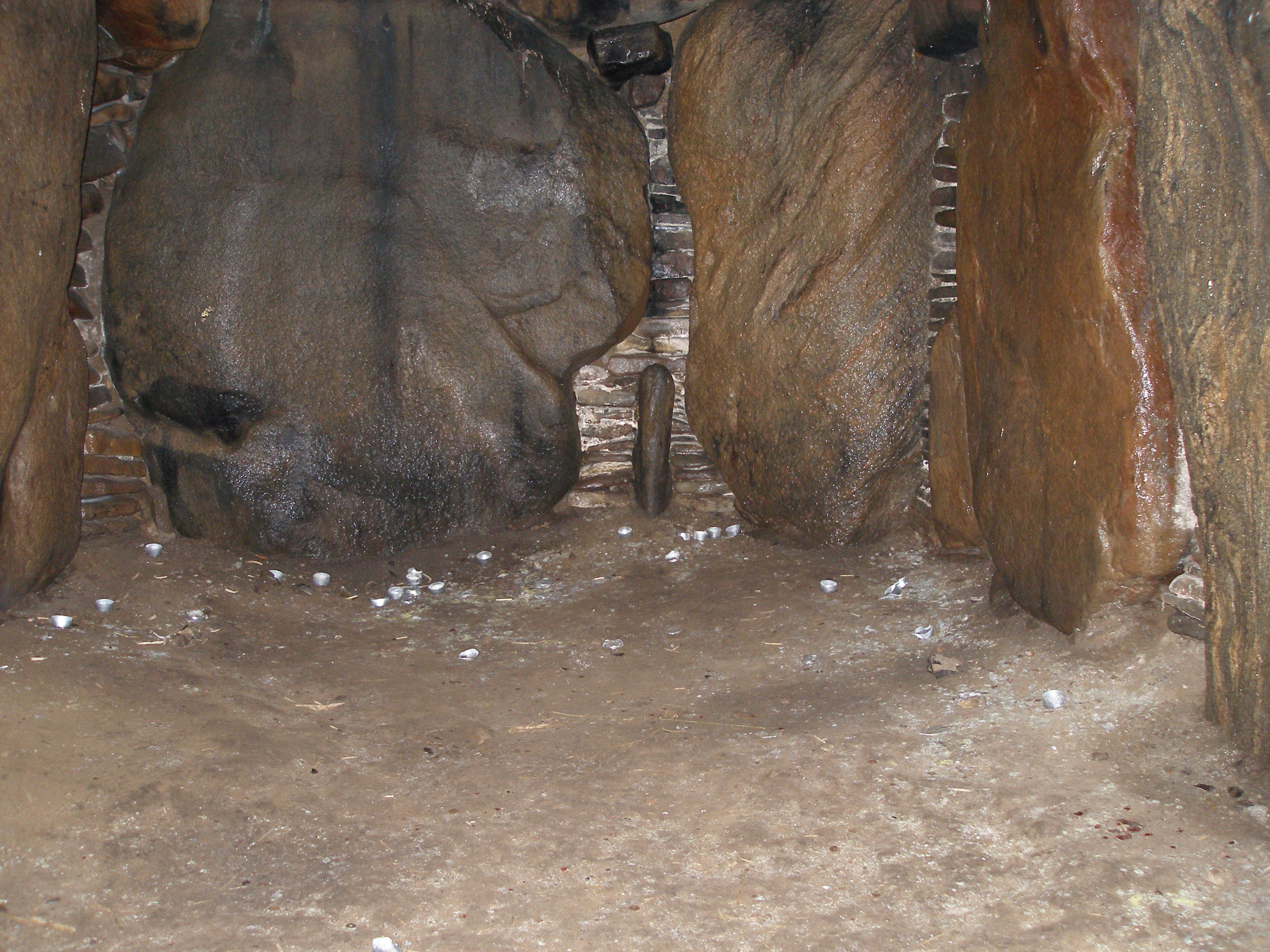

Die 1868 ausgegrabene Anlage liegt in der oberen Hälfte eines natürlichen Rundhügels ohne erkennbare Randsteine, der zugleich mit dem Bau der Anlage erhöht wurde. Die etwa 10 m lange, zwei Meter breite und innen etwa mannshohe Megalithanlage hat 18 Tragsteine und sieben Decksteine. Der über sechs Meter lange Gang hat elf erhaltene und drei abgegangene Tragsteine sowie vier Decksteine (vermutlich fehlt der vorderste). Im Gang waren zwei Verschlussplatten installiert.
Der Mårhøj ist mit 10 m Länge neben Listrup auf Falster (mind. 13 m), Græse (12,5 m) auf Seeland, Kong Svends Høj (12,3 m) auf Lolland, Gundestrup 2 (12,0 m) Rævehøj von Vester Egesborg (11,5) m Birkehøj (11 m) beide auf Seeland sowie Jordehøj und Kong Asger Høj auf Møn (je 10 m) eines der größten Ganggräber (dänisch Jættestue) Dänemarks. In Schweden gibt es nur im Falbygden längere Kammern (z. B. Ragnvalds Grab mit 16 Metern). In Deutschland (De hoogen Steener mit 28 m) und den Niederlanden (z. B. D27 in Borger mit 22,5 m) sind die so genannten Emsländischen Kammern teilweise wesentlich länger.
Nur etwa 1000 m südlich liegt der Hestehøj und 1200 m nördlich der Runddysse von Snave.